# Klanac (Gospić)
Klanac falu Horvátországban Lika-Zengg megyében. Közigazgatásilag Gospićhoz tartozik.

## Fekvése
Gospićtól légvonalban 11 km-re közúton 13 km-re északnyugatra fekszik.

## Története
Ez a terület a 16. századig a bužinai zsupánsághoz tartozott, melynek székhelye a mai Aleksinica helyén állt Potornja vára volt. Potornjától keletre feküdt Gornje Žažično, mely a mai Klanac helyén állt. 1527-ben a vidék több mint százötven évre török megszállás alá került, lakossága elmenekült. 1689-ben a terület felszabadult a török uralom alól és a szabaddá vált területre 1690 nyarán mintegy ötven katolikus horvát és bunyevác család települt, akik eredetileg a likai határőrezredhez, 1765-től az otocsáni ezredhez, azon belül pedig a klanaci századhoz tartoztak. 1696-ban Sebastijan Glavinić zenggi püspök megemlíti, hogy Pazarište, Ostrovica és Hoteš alatt négy templomrom is található. Ezek közül az egyiknek megmaradtak a falai és boltozata, de nincsen tetőzete ami oltalmazná az esőtől és a hótól. Valószínűleg a betelepülő nép ezt építette újjá a 17. század végén plébániatemplomként. Franjo Bach krajinai kapitány az otocsáni ezred történetéről írott művében a Mária Mennybevétele plébániatemplom építését 1690-re teszi. Anyakönyveit 1715 óta vezetik. 1723-ban a templomnak már négy oltára volt. Az aleksinicai és a donje pazarištei templomok filiái voltak. A plébániának 1752-ben 1476 híve volt. A templom falán látható latin nyelvű tábla szerint 1837-ben újjáépítették. 1890-ben új oltárokat, szószéket és keresztelőmedencét kapott. A település első iskoláját 1834-ben nyitották meg. A katonai határőrvidék megszüntetése után 1873-ban a települést integrálták a polgári közigazgatásba. A község első székhelye ekkor Klanac lett, de a községközpontot 1893-ban Donje Pazarištére helyezték át. A falunak 1857-ben 762, 1910-ben 816 lakosa volt. A trianoni békeszerződés előtt Lika-Korbava vármegye Perušići járásához tartozott. Ezt követően előbb a Szerb-Horvát-Szlovén Királyság, majd Jugoszlávia része lett. 1991-ben lakosságának 99 százaléka horvát volt. 1991-ben a független Horvátország része lett. A falunak 2011-ben 98 lakosa volt.

## Lakosság
| Lakosság változása | Lakosság változása | Lakosság változása | Lakosság változása | Lakosság változása | Lakosság változása | Lakosság változása | Lakosság változása | Lakosság változása | Lakosság változása | Lakosság változása | Lakosság változása | Lakosság változása | Lakosság változása | Lakosság változása | Lakosság változása |
| ------------------ | ------------------ | ------------------ | ------------------ | ------------------ | ------------------ | ------------------ | ------------------ | ------------------ | ------------------ | ------------------ | ------------------ | ------------------ | ------------------ | ------------------ | ------------------ |
| 1857               | 1869               | 1880               | 1890               | 1900               | 1910               | 1921               | 1931               | 1948               | 1953               | 1961               | 1971               | 1981               | 1991               | 2001               | 2011               |
| 762                | 1.821              | 1.515              | 801                | 887                | 816                | 829                | 735                | 623                | 514                | 441                | 360                | 268                | 228                | 156                | 98                 |

## Nevezetességei
Szűz Mária mennybevétele tiszteletére szentelt plébániatemploma mai formájában 1837-ben épült a középkori eredetű, 1690-ben teljesen újjáépített templom átépítésével, klasszicista stílusban. Egyhajós épület, téglalap alaprajzú hajóval, keskeny, négyzet alakú szentéllyel, a szentélytől délre található sekrestyével és a főhomlokzat feletti harangtoronnyal. Azon kevés likai templomok egyike, amelyet nem pusztítottak el sem a második világháború, sem a horvátországi háború során. A templom falán tábla hirdeti, hogy ebben a templomban keresztelték meg 1823. május 23-án Ante Starčevićet „a haza atyját”. 1890-ben a templom új oltárokat, szószéket és keresztelőmedencét kapott.

## Híres emberek
Itt született 1784. április 18-án Šime Starčević, pap, nyelvész, aki arról nevezetes, hogy két horvát nyelvtankönyvet is írt “Nova ricsoslovica ilircska” és “Nova ricsoslovica ilircsko-franceska” címmel. Ő írta az első horvát nyelvű nyelvtankönyvet, de írt latinul, olaszul, franciául és németül is. Első nyelvtankönyvét 1812-ben Triesztben nyomtatták.